# Ólafur Ingi Skúlason
Ólafur Ingi Skúlason (Reikiavik, Islandia, 1 de abril de 1983) es un futbolista islandés, se desempeña como centrocampista defensivo y actualmente juega en el Fylkir de la Úrvalsdeild Karla de Islandia.

## Selección nacional
Ha sido internacional con la Selección de fútbol de Islandia, ha jugado 14 partidos internacionales y ha anotado 1 gol.

## Clubes
| Club                  | País       | Año               |
| --------------------- | ---------- | ----------------- |
| Fylkir                | Islandia   | 2000 - 2001       |
| Arsenal FC            | Inglaterra | 2001 - 2005       |
| Fylkir (cedido)       | Islandia   | 2003              |
| Brentford FC          | Inglaterra | 2005 - 2007       |
| Helsingborgs IF       | Suecia     | 2007 - 2009       |
| Sønderjysk Elitesport | Dinamarca  | 2010 - 2011       |
| SV Zulte Waregem      | Bélgica    | 2011 - 2015       |
| Gençlerbirliği        | Turquía    | 2015 - 2016       |
| Karabükspor           | Turquía    | 2016 - 2018       |
| Fylkir                | Islandia   | 2018 - Actualidad |